# Miroslav Chlumecký
Ing. Miroslav Chlumecký (1878 – 12. dubna 1957, Pyšely) byl český železniční projektant a autor tzv. Dispozičního plánu budoucích železničních úprav v Praze. Podporoval mimo jiné návrhy později označené jako holešovická přeložka a branický most. Prosazoval také koncept jediného centrálního osobního nádraží v Praze.
V letech 1929–30 vypracoval projekt železnice z Prahy do Štěchovic a na Slapy, která měla sloužit pro dopravu stavebního materiálu pro dvě vodní díla na Vltavě a později pro rekreační účely. Projekt se však nerealizoval.